# Pambamarca
Pambamarca är ett berg i Ecuador.   Det ligger i provinsen Pichincha, i den centrala delen av landet, 40 km öster om huvudstaden Quito. Toppen på Pambamarca är 4 075 meter över havet, eller 449 meter över den omgivande terrängen. Bredden vid basen är 5,6 km.
Terrängen runt Pambamarca är kuperad åt sydost, men åt nordväst är den bergig. Runt Pambamarca är det ganska glesbefolkat, med 45 invånare per kvadratkilometer. Närmaste större samhälle är Cayambe, 15,1 km nordost om Pambamarca. Trakten runt Pambamarca består i huvudsak av gräsmarker.